# Marquesado de Salvatierra
El marquesado de Salvatierra es un título nobiliario español creado el 21 de diciembre de 1795 por el rey  Carlos IV a favor de Bartolomé Félix Antonio José Francisco Ramón de Salvatierra y de la Barra, caballero de la Orden de Alcántara y alférez mayor de Ronda (Málaga). Nacido en Bornos (Cádiz) e hijo de Bartolomé Miguel José Félix Dimas Ventura de Salvatierra y Tabares, caballero de la Orden de Alcántara, regidor perpetuo, alguacil mayor del Santo Tribunal de la Inquisición y maestrante de la Real de Ronda, natural de Ronda (Málaga) y de Catalina Mª Josefa Dorotea de la Barra y Gobantes, natural de Bornos (Cádiz).

## Marqueses de Salvatierra

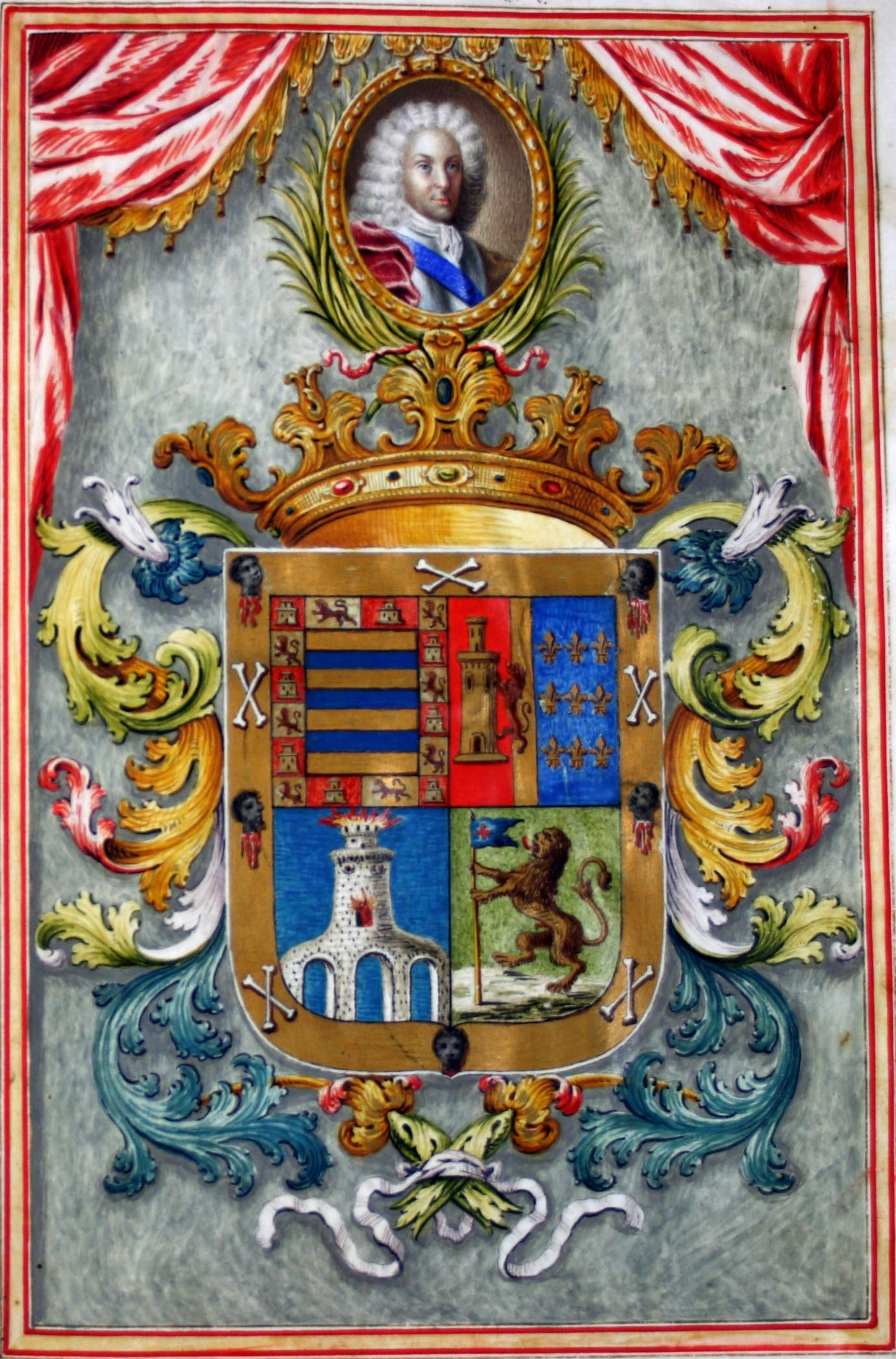
Escudo de armas que presenta la Real Carta de Concesión del título de Marquesado de Salvatierra, a favor de Bartolomé Félix Salvatierra y Barra, en 21 de diciembre de 1795

|                        | Titular                                         | Periodo                |
| Creación por Carlos IV | Creación por Carlos IV                          | Creación por Carlos IV |
| ---------------------- | ----------------------------------------------- | ---------------------- |
| I                      | Bartolomé Félix de Salvatierra y de la Barra    | 1795-                  |
| II                     | .                                               |                        |
| III                    | .                                               |                        |
| IV                     | Rafael Atienza y Huertos                        | 1876-1902              |
| V                      | Rafael de Atienza y Ramírez-Tello de Valladares | ?-1925                 |
| VI                     | Pablo de Atienza y Benjumea                     | 1951-1971              |
| VII                    | Rafael de Atienza y Medina                      | 1971-actualidad        |

## Historia de los marqueses de Salvatierra
- Bartolomé Félix de Salvatierra y de la Barra, i marqués de Salvatierra.
- Rafael Atienza y Huertos (1822-1902), iv marqués de Salvatierra.[1]
- Rafael de Atienza y Ramírez-Tello de Valladares (1848-1925), v marqués de Salvatierra, xi marqués de Paradas.

1. Casó con Ana de Benjumea y Medina. Le sucedió su hijo:

- Pablo de Atienza y Benjumea (n. en 1908), vi marqués de Salvatierra, xii marqués de Paradas, gentilhombre de cámara con ejercicio del rey Alfonso XIII.

1. Casó con Pilar de Medina y Benjumea. Le sucedió su hijo:

- Rafael de Atienza y Medina, vii marqués de Salvatierra.

1. Casó con María Soledad Becerril y Bustamante. Con descendencia.